# Лала Шевкет
Лала Шевкет (азерб. Lalə Şövkət; нар.. 7 листопада 1951, Баку, Азербайджан) — азербайджанський політичний діяч, лідерка Ліберальної партії Азербайджану і Руху «Національна Єдність».

## Ранні роки
Лала Шевкет народилася 7 листопада 1951 року в місті Баку в родині філолога та історика, уродженця Кубинського району Шевкет-бека Гаджиєва (1912—1983) і лікарки, уродженки Баку, кандидата наук, доцента Сіддігі Усейнової (1920—1988). У 1968 році Лала Шевкет закінчила середню школу № 189 і вступила до Азербайджанського державного медичного інституту імені Н. Наріманова.
Перші наукові праці Лала Шевкет опублікувала будучи студенткою. Після закінчення інституту була направлена Міністерством охорони здоров'я Азербайджану для проходження інтернатури до знаменитого наукового центру радянської хірургії, кафедри університету дружби народів імені Патріса Лумумби в Москві. Закінчивши 1975 році інтернатуру, пройшла клінічну ординатуру в тому ж науковому центрі під керівництвом всесвітньо відомого вченого, академіка Володимира Виноградова.
У 1977 році Лала Шевкет захистила кандидатську дисертацію з хірургії. З 1978 року працювала молодшим, пізніше старшим і провідним науковим співробітником у НДІ швидкої допомоги ім. Скліфосовського. У 1988 році захистила докторську дисертацію з організації і управління охороною здоров'я, ставши наймолодшим в СРСР доктором наук у цій галузі.
Працювала керівником відділу організації і управління охороною здоров'я Наукового центру міністерства охорони здоров'я Російської РФСР. У 1991 році була офіційно залучена головою Ради Міністрів Російської Федерації Іваном Силаєвим до роботи з розробки концепції соціальної політики країни. Лала Шевкет була керівником експертної групи із законодавства охорони здоров'я Верховної Ради РРФСР, віце-президентом Міжнародної Асоціації соціал-гігієністів і організаторів охорони здоров'я, членом президії Міжнародного Еко-філософського фонду. Удостоєна почесного звання доктора філософії і права. Лала Шевкет — професор і авторка більше ста наукових робіт.

## Політична діяльність
Епоха перебудови та загострення в кінці 1980-х Карабахської проблеми вплинула на формування суспільно-політичної діяльності Лали Шевкет і стала основою для співпраці з провідними лідерами демократичного руху Радянського Союзу.
Трагічні події «Кривавого січня» 1990 року стали відправною точкою початку її політичної діяльності. У зв'язку з цими подіями 20 і 21 січня вона керувала підготовкою і проведенням прес-конференції у постійному представництві Азербайджану в Москві.
В 1991 році разом з Едуардом Шеварднадзе, Олександром Яковлєвим, Анатолієм Собчаком, Гаврилом Поповим, Альгірдасом Бразаускасом та іншими відомими демократами Лала Шевкет стала однією з ініціаторів формування Руху Демократичних реформ в СРСР.
У цьому ж році нею було створено Міжнародний суспільно-політичний Рух «За демократичні реформи в Азербайджанській Республіці та захист прав людини». Це рух став першою в СРСР міжнародною політичною організацією союзної республіки, офіційно зареєстрованою в міністерстві юстиції СРСР. Представництва цього руху знаходилися як в Азербайджані, так і в союзних республіках та країнах Європи.
У червні 1993 року Лала Шевкет була запрошена до Баку виконуючим обов'язки президента Азербайджану Гейдаром Алієвим і 7 липня була призначена на посаду Державного секретаря Азербайджанської Республіки.
У січні 1994 року на знак протесту проти корупції у вищих ешелонах влади подала заяву про відставку і тим створила прецедент добровільної відставки з високої державної посади керуючись моральними принципами.
11 січня 1994 року їй було присвоєно ранг Надзвичайного і повноважного посла, і виданий Указ президента про призначення на посаду представника Азербайджану при ООН . Але вона твердо відмовилася від посади, мотивуючи це неможливістю бути провідником тієї політики, яку вона не сприймає. Незважаючи на те, що протягом 8 місяців Указ президента залишався в силі, вона так і не приступила до 23 вересня 1994 року до виконання повноважень
У 1995 році створила Ліберальну партію Азербайджану, на установчій конференції якої 3 червня 1995 року її було обрано головою. Є основоположником ідеології лібералізму в сучасному Азербайджані. Під її керівництвом була випущена перша книга азербайджанською мовою з теорії лібералізму.
У 1998 році Лала Шевкет була однією з п'яти потенційних кандидатів у президенти, які бойкотували вибори у зв'язку з їх недемократичністю.
За роки політичної діяльності на Лалу Шевкет неодноразово здійснювалися спроби замаху, найбільш відомим з яких був замах на неї та її оточення на мітингу на захист демократії в Азербайджані восени 1998 року.
7 червня 2003 року на позачерговому з'їзді Ліберальної партії Азербайджану Лала Шевкет подала у відставку з поста голови партії, вирішивши балотуватися в президенти як незалежний кандидат.
Результати президентських виборів 15 жовтня 2003 року були поставлені під сумнів провідними міжнародними організаціями, такими як ОБСЄ та Рада Європи. На думку багатьох незалежних спостерігачів повинен був відбутися другий тур за участю Лали Шевкет.
У листопаді 2005 року очолювані Лалою Шевкет Рух «Національна Єдність» та ліберальна партія Азербайджану взяли участь у чергових парламентських виборах зі списком з 70 кандидатів. В результаті голосування 7 листопада 2005 року на 17-му Ясамальському окрузі Лала Шевкет здобула переконливу перемогу і у відповідності з офіційними даними була обрана депутатом Міллі Меджлісу. Проте влада не визнали перемогу, як мінімум, 11 інших кандидатів від ліберальної партії та руху «Національна Єдність». Одночасно не були визнані перемоги понад 50 кандидатів у депутати від інших опозиційних партій. Більшість поданих згодом скарг до ЦВК не були розглянуті, а частина з них необґрунтовано незадоволена.
26 листопада 2005 року в ході мітингу опозиції влада застосувала проти мирних демонстрантів невиправдане насильство, жорстоко побивши жінок, дітей та старих. Була здійснена спроба нападу і на лідерів опозиції, включаючи Лалу Шевкет. Не бажаючи брати участь у легітимізації «новообраного парламенту», 17 січня 2006 року Лала Шевкет направила до Центрвиборчкому Азербайджану офіційну заяву про відмову від мандата депутата Міллі Меджлісу Азербайджанської республіки на знак протесту проти тотальної фальсифікації парламентських виборів і відвертого небажання влади йти на будь-які компроміси.
17 лютого 2006 року Лала Шевкет підписала з лідерами провідних опозиційних партій угоду про утворення політичного блоку «Азадліг», який був реальною альтернативою правлячому режиму. У складі блоку були ліберальна партія Азербайджану, партія Народного Фронту і партія громадянського розвитку. За час свого існування, Блок перебував в авангарді боротьби опозиції за демократію і права людини в Азербайджані.
У 2008 році Лала Шевкет разом з іншими лідерами опозиції бойкотувала президентські вибори у зв'язку з повною відсутністю свободи і відкритості в країні, і відсутність навіть мінімальних вимог для проведення виборів чесно і справедливо.
У 2010 році перед парламентськими виборами, блок «Азадліг» було розформовано у зв'язку з рішенням партії Народного фронту створити коаліцію з партією Мусават. Ліберальна партія Азербайджану взяла участь у парламентських виборах разом зі своїм союзником з розформованого блоку «Азадліг» — партією громадян та розвитку, а також партією зелених і Рухом інтелігенції, сформувавши виборчого блок «За людину». Однак, згідно зі звітами іноземних спостерігачів, вибори були сфальсифіковані, і жоден з кандидатів від опозиції не зміг пройти до парламенту.
Сьогодні професор Лала Шевкет є лідером ліберальної партії Азербайджану та її кандидатом у президенти. Її вважають одним із лідерів опозиції в Азербайджані.

## Особисте життя
Має одного сина.